# Andrea Caroni
Andrea Caroni (Sankt Gallen, 19 april 1980) is een Zwitsers politicus voor de Vrijzinnig-Democratische Partij (FDP/PLR) uit het kanton Appenzell Ausserrhoden. Hij zetelt sinds 2015 in de Kantonsraad.

## Biografie
Andrea Caroni studeerde aan de Universiteit van Genève, de Universiteit van Zürich en Harvard University. 
Van juni 2005 tot mei 2008 zetelde hij in de gemeenteraad van Grub. Van 2008 tot 2010 was hij een medewerker van toenmalig Bondsraadslid Hans-Rudolf Merz.
Bij de parlementsverkiezingen van 2011 geraakte Caroni voor de eerste maal verkozen op federaal vlak. Hij bekleedde immers tot 2015 de enige zetel van het kanton Appenzell Ausserrhoden in de Nationale Raad. Bij de parlementsverkiezingen van 2015 geraakte hij vervolgens verkozen in de Kantonsraad, met het verkiezing in 2019.